# José Luis Sanz Ruiz
José Luis Sanz Ruiz (Sevilla, 21 de septiembre de 1968) es un político español del Partido Popular y actual alcalde de la ciudad de Sevilla desde el 17 de junio de 2023. Fue alcalde del municipio de Tomares desde 16 de junio de 2007 hasta el 4 de octubre de 2021.

## Biografía

### Primeros años y formación
En 1990 se afilió al Partido Popular. En 1991 se licenció en Económicas y Empresariales. Entre 1997 y 1999 estuvo en el Consejo de Administración de la Radio y Televisión de Andalucía.

### Alcalde de Tomares
En las Elecciones municipales de España de 2007 se presentó como cabeza de lista por el Partido Popular en el municipio sevillano de Tomares, consiguiendo el apoyo del 40,71% de los votantes y 10 de 21 concejales. Fue elegido alcalde del municipio con mayoría tras pactar con el Partido Andalucista y obtener el apoyo de su único concejal durante la investidura.
Una de sus propuestas de campaña fue plantear la construcción de un teleférico como servicio de transporte público alternativo entre Tomares y Sevilla ante la negativa de la Junta de Andalucía a ampliar la Línea 1 del Metro de Sevilla, además de no incluir al municipio en el trazado inicial en estudio de la futura Línea 2.El gobierno andaluz nunca llegó a responder a la propuesta presentada por el Ayuntamiento de Tomares (véase Teleférico de Tomares). 
En los siguientes procesos electorales, Sanz alcanzó 3 mayorías absolutas:
- Elecciones municipales de España de 2011 obtuvo 56,38% de los votos y 14 de 21 concejales.
- Elecciones municipales de España de 2015 consiguió el 46,17% y 11 de 21 concejales.
- Elecciones municipales de España de 2019 alcanzó el 55,13% y 13 de 21 concejales.

Como alternativa a la problemática del transporte a la capital hispalense que ha sufrido siempre el municipio aljarafeño, en sus respectivos mandatos llegó a acuerdos con el Consorcio de Transporte Metropolitano del Área de Sevilla para la implantación del servicio de 2 líneas de autobuses lanzadera a las estaciones de metro más próximas.
Tomares llegó a ser bajo su alcaldía el municipio con mayor renta per cápita de toda Andalucía, así como el municipio con más zonas verdes por habitante de la comunidad autónoma. También obtuvo 3 Escobas de Oro y varias de Plata y Platino, premios otorgados a los municipios más limpios de España en cada edición celebrada. 
Durante su periodo como alcalde de Tomares fue acusado por una fiscal de presuntos contratos públicos irregulares. En 2015 y 2018 fue exculpado por el Tribunal Supremo.
También fue senador por la provincia de Sevilla en el periodo comprendido entre 2011 y 2023 (a excepción de la breve XIII legislatura de 2019).

#### Renuncia a la alcaldía
En octubre de 2021 dejó el Ayuntamiento de Tomares para preparar su candidatura a la alcaldía de Sevilla.Le sustituyó en el cargo uno de sus tenientes alcalde, José María Soriano.

### Alcalde de Sevilla
En mayo de 2023, la lista que encabezó fue la más votada en las elecciones municipales de 2023 en Sevilla. El Partido Popular obtuvo 14 concejales de un total de 31. Fue investido alcalde el 17 de junio de ese año.